# 1010 Marlene
Az 1010 Marlene (ideiglenes jelöléssel 1923 PF) a Naprendszer kisbolygóövében található aszteroida. Karl Wilhelm Reinmuth fedezte fel 1923. november 12-én, Heidelbergben.
Az aszteroidát Marlene Dietrich színésznő után nevezték el.